# 100 mètres masculin aux Jeux olympiques d'été de 2012 (athlétisme)
Pour un article plus général, voir Athlétisme aux Jeux olympiques d'été de 2012.
Navigation
Pékin 2008 Rio 2016
L'épreuve du 100 mètres masculin aux Jeux olympiques de 2012 a lieu le 4, pour le tour préliminaire et les séries et le 5 août pour les demi-finales et la finale, dans le Stade olympique de Londres.
Chaque comité olympique national peut inscrire trois athlètes ayant satisfaits à la limite A (10 s 18) durant la période de qualification (1er mai 2011 au 8 juillet 2012). 
Si aucun athlète n'y est parvenu, le comité national peut inscrire un athlète ayant couru en dessous de la limite B (10 s 24) durant cette même période.

## Records
Avant cette compétition, les records dans cette discipline étaient les suivants :
| Record du monde  | 9 s 58 Usain Bolt | 16 août 2009 | Berlin |
| Record olympique | 9 s 69 Usain Bolt | 16 août 2008 | Pékin  |

## Meilleures performances de l'année 2012
Les dix coureurs les plus rapides de l'année sont, avant les Jeux (au 26 juillet 2012), les suivants . Y figurent 5 Jamaïcains, 4 Américains et un Trinidadien. Parmi ces dix, les Jamaïcains Nickel Ashmeade et Michael Frater, non sélectionnés à la suite des sélections olympiques jamaïcaines, et l'Américain Mike Rodgers, non sélectionné lors des sélections olympiques américaines, ne seront pas présents aux Jeux.
| 1 | Yohan Blake     | Jamaïque          | 9 s 75 | 29 juin 2012 |
| 2 | Usain Bolt      | Jamaïque          | 9 s 76 | 31 mai 2012  |
| 3 | Justin Gatlin   | États-Unis        | 9 s 80 | 24 juin 2012 |
| 4 | Asafa Powell    | Jamaïque          | 9 s 85 | 7 juin 2012  |
| 5 | Keston Bledman  | Trinité-et-Tobago | 9 s 86 | 23 juin 2012 |
| 5 | Tyson Gay       | États-Unis        | 9 s 86 | 24 juin 2012 |
| 7 | Nickel Ashmeade | Jamaïque          | 9 s 93 | 2 juin 2012  |
| 7 | Ryan Bailey     | États-Unis        | 9 s 93 | 24 juin 2012 |
| 9 | Mike Rodgers    | États-Unis        | 9 s 94 | 24 juin 2012 |
| 9 | Michael Frater  | Jamaïque          | 9 s 94 | 29 juin 2012 |

## Médaillés
| Or         | Argent      | Bronze        |
| Usain Bolt | Yohan Blake | Justin Gatlin |

## Résultats

### Finale (5 août)
| Rang                                | Ligne | Athlète          | Nationalité       | Temps de réaction | Résultat | Notes |
| ----------------------------------- | ----- | ---------------- | ----------------- | ----------------- | -------- | ----- |
| Médaille d'or, Jeux olympiques      | 7     | Usain Bolt       | Jamaïque          | 0 s 165           | 9 s 63   | RO    |
| Médaille d'argent, Jeux olympiques  | 5     | Yohan Blake      | Jamaïque          | 0 s 179           | 9 s 75   | =PB   |
| Médaille de bronze, Jeux olympiques | 6     | Justin Gatlin    | États-Unis        | 0 s 178           | 9 s 79   | PB    |
| 4                                   | 8     | Ryan Bailey      | États-Unis        | 0 s 176           | 9 s 88   | =PB   |
| 5                                   | 9     | Churandy Martina | Pays-Bas          | 0 s 139           | 9 s 94   |       |
| 6                                   | 2     | Richard Thompson | Trinité-et-Tobago | 0 s 160           | 9 s 98   |       |
| 7                                   | 3     | Asafa Powell     | Jamaïque          | 0 s 155           | 11 s 99  |       |
| DQ                                  | 4     | Tyson Gay        | États-Unis        | 0 s 145           | 9 s 80   |       |
|                                     |       |                  |                   | Vent: +1,5 m/s    |          |       |

### Demi-finales (5 août)

#### Série 1
| Rang | Ligne | Athlète           | Nationalité       | Temps de réaction | Résultat | Notes | Qual. |
| ---- | ----- | ----------------- | ----------------- | ----------------- | -------- | ----- | ----- |
| 1    | 7     | Justin Gatlin     | États-Unis        | 0 s 187           | 9 s 82   |       | Q     |
| 2    | 2     | Churandy Martina  | Pays-Bas          | 0 s 148           | 9 s 91   | NR    | Q     |
| 3    | 4     | Asafa Powell      | Jamaïque          | 0 s 155           | 9 s 94   |       | q     |
| 4    | 8     | Keston Bledman    | Trinité-et-Tobago | 0 s 175           | 10 s 04  |       |       |
| 5    | 6     | Ben Youssef Meite | Côte d'Ivoire     | 0 s 163           | 10 s 13  |       |       |
| 6    | 5     | Jimmy Vicaut      | France            | 0 s 203           | 10 s 16  |       |       |
| 7    | 9     | James Dasaolu     | Grande-Bretagne   | 0 s 174           | 10 s 18  |       |       |
| 8    | 3     | Suwaibou Sanneh   | Gambie            | 0 s 175           | 10 s 18  | NR    |       |
|      |       |                   |                   | Vent: +0,7 m/s    |          |       |       |

#### Série 2
| Rang | Ligne | Athlète          | Nationalité                | Temps de réaction | Résultat | Notes | Qual. |
| ---- | ----- | ---------------- | -------------------------- | ----------------- | -------- | ----- | ----- |
| 1    | 4     | Usain Bolt       | Jamaïque                   | 0 s 180           | 9 s 87   |       | Q     |
| 2    | 6     | Ryan Bailey      | États-Unis                 | 0 s 155           | 9 s 96   |       | Q     |
| 3    | 8     | Richard Thompson | Trinité-et-Tobago          | 0 s 158           | 10 s 02  |       | q     |
| 4    | 5     | Dwain Chambers   | Grande-Bretagne            | 0 s 154           | 10 s 05  |       |       |
| 5    | 9     | Gerald Phiri     | Zambie                     | 0 s 165           | 10 s 11  | SB    |       |
| 6    | 7     | Daniel Bailey    | Antigua-et-Barbuda         | 0 s 142           | 10 s 16  |       |       |
| 7    | 2     | Antoine Adams    | Saint-Christophe-et-Niévès | 0 s 159           | 10 s 27  |       |       |
| 8    | 3     | Su Bingtian      | Chine                      | 0 s 157           | 10 s 28  |       |       |
|      |       |                  |                            | Vent: +1,0 m/s    |          |       |       |

#### Série 3
| Rang | Ligne | Athlète         | Nationalité       | Temps de réaction | Résultat | Notes | Qual. |
| ---- | ----- | --------------- | ----------------- | ----------------- | -------- | ----- | ----- |
| 1    | 6     | Yohan Blake     | Jamaïque          | 0 s 176           | 9 s 85   |       | Q     |
| 2    | 4     | Tyson Gay       | États-Unis        | 0 s 151           | 9 s 90   |       | Q     |
| 3    | 7     | Adam Gemili     | Grande-Bretagne   | 0 s 158           | 10 s 06  |       |       |
| 4    | 8     | Derrick Atkins  | Bahamas           | 0 s 164           | 10 s 08  | SB    |       |
| 5    | 9     | Justyn Warner   | Canada            | 0 s 135           | 10 s 09  | PB    |       |
| 6    | 5     | Ryota Yamagata  | Japon             | 0 s 158           | 10 s 10  |       |       |
| 7    | 3     | Rondel Sorrillo | Trinité-et-Tobago | 0 s 140           | 10 s 31  |       |       |
| NC   | 2     | Kemar Hyman     | Îles Caïmans      | NC                | NC       | DNS   |       |
|      |       |                 |                   | Vent: +1,7 m/s    |          |       |       |

### Séries (4 août)

#### Série 1
| Rang | Ligne | Athlète               | Nationalité       | Temps de réaction | Résultat | Notes | Qual. |
| ---- | ----- | --------------------- | ----------------- | ----------------- | -------- | ----- | ----- |
| 1    | 6     | Tyson Gay             | États-Unis        | 0 s 147           | 10 s 08  |       | Q     |
| 2    | 5     | Richard Thompson      | Trinité-et-Tobago | 0 s 151           | 10 s 14  |       | Q     |
| 3    | 7     | Gerald Phiri          | Zambie            | 0 s 147           | 10 s 16  | SB    | Q     |
| 4    | 3     | Jaysuma Saidy Ndure   | Norvège           | 0 s 166           | 10 s 28  |       |       |
| 5    | 4     | Angel David Rodriguez | Espagne           | 0 s 168           | 10 s 34  |       |       |
| 6    | 2     | Jurgen Themen         | Suriname          | 0 s 169           | 10 s 53  |       |       |
| 7    | 5     | Isidro Montoya        | Colombie          | 0 s 165           | 10 s 54  |       |       |
| 8    | 1     | Yeo Foo Ee Gary       | Singapour         | 0 s 144           | 10 s 69  |       |       |
|      |       |                       |                   | Vent: -1,4 m/s    |          |       |       |

#### Série 2
| Rang | Ligne | Athlète                   | Nationalité       | Temps de réaction | Résultat | Notes | Qual. |
| ---- | ----- | ------------------------- | ----------------- | ----------------- | -------- | ----- | ----- |
| 1    | 4     | Justin Gatlin             | États-Unis        | 0 s 200           | 9 s 97   |       | Q     |
| 2    | 6     | Derrick Atkins            | Bahamas           | 0 s 179           | 10 s 22  |       | Q     |
| 3    | 5     | Rondel Sorrillo           | Trinité-et-Tobago | 0 s 148           | 10 s 23  |       | Q     |
| 4    | 8     | Dariusz Kuc               | Pologne           | 0 s 163           | 10 s 24  |       |       |
| 5    | 9     | Nilson Andre              | Brésil            | 0 s 172           | 10 s 26  | SB    |       |
| 6    | 7     | Masashi Eriguchi          | Japon             | 0 s 144           | 10 s 30  |       |       |
| 7    | 3     | Barakat Mubarak Al-Harthi | Oman              | 0 s 152           | 10 s 41  |       |       |
| 8    | 2     | Fernando Lumain           | Indonésie         | 0 s 162           | 10 s 90  |       |       |
|      |       |                           |                   | Vent: +0,7 m/s    |          |       |       |

#### Série 3
| Rang | Ligne | Athlète               | Nationalité               | Temps de réaction | Résultat | Notes | Qual. |
| ---- | ----- | --------------------- | ------------------------- | ----------------- | -------- | ----- | ----- |
| 1    | 6     | Ryan Bailey           | États-Unis                | 0 s 177           | 9 s 88   | PB    | Q     |
| 2    | 7     | Ben Youssef Meite     | Côte d'Ivoire             | 0 s 174           | 10 s 06  | NR    | Q     |
| 3    | 5     | Justyn Warner         | Canada                    | 0 s 149           | 10 s 09  | PB    | Q     |
| 4    | 3     | Kemar Hyman           | Îles Caïmans              | 0 s 150           | 10 s 16  |       | q     |
| 5    | 8     | Suwaibou Sanneh       | Gambie                    | 0 s 176           | 10 s 21  | NR    | q     |
| 6    | 4     | Rytis Sakalauskas     | Lituanie                  | 0 s 178           | 10 s 29  |       |       |
| 7    | 1     | Berenger Aymard Bosse | République centrafricaine | 0 s 170           | 10 s 55  |       |       |
| 8    | 2     | Artur Bruno Rojas     | Bolivie                   | 0 s 154           | 10 s 65  |       |       |
|      |       |                       |                           | Vent: +1,5 m/s    |          |       |       |

#### Série 4
| Rang | Ligne | Athlète                   | Nationalité                | Temps de réaction | Résultat | Notes | Qual. |
| ---- | ----- | ------------------------- | -------------------------- | ----------------- | -------- | ----- | ----- |
| 1    | 6     | Usain Bolt                | Jamaïque                   | 0 s 178           | 10 s 08  |       | Q     |
| 2    | 4     | Daniel Bailey             | Antigua-et-Barbuda         | 0 s 162           | 10 s 12  |       | Q     |
| 3    | 5     | James Dasaolu             | Grande-Bretagne            | 0 s 174           | 10 s 13  |       | Q     |
| 4    | 2     | Amr Ibrahim Mostafa Seoud | Égypte                     | 0 s 164           | 10 s 22  |       |       |
| 5    | 3     | Jason Rogers              | Saint-Christophe-et-Niévès | 0 s 177           | 10 s 30  |       |       |
| 6    | 7     | Ogho-Oghene Egwero        | Nigeria                    | 0 s 174           | 10 s 38  |       |       |
| 7    | 1     | Hodler da Silva           | Guinée-Bissau              | 0 s 182           | 10 s 71  |       |       |
| NC   | 8     | Idrissa Adam              | Cameroun                   | 0 s 206           | NC       | DNF   |       |
|      |       |                           |                            | Vent: +0,4 m/s    |          |       |       |

#### Série 5
| Rang | Ligne | Athlète                  | Nationalité         | Temps de réaction | Résultat | Notes | Qual. |
| ---- | ----- | ------------------------ | ------------------- | ----------------- | -------- | ----- | ----- |
| 1    | 6     | Asafa Powell             | Jamaïque            | 0 s 166           | 10 s 04  |       | Q     |
| 2    | 3     | Adam Gemili              | Grande-Bretagne     | 0 s 156           | 10 s 11  |       | Q     |
| 3    | 5     | Churandy Martina         | Pays-Bas            | 0 s 168           | 10 s 20  |       | Q     |
| 4    | 8     | Reza Ghasemi             | Iran                | 0 s 148           | 10 s 31  |       |       |
| 5    | 4     | Obinna Metu              | Nigeria             | 0 s 153           | 10 s 35  |       |       |
| 6    | 7     | Ramon Gittens            | Barbade             | 0 s 162           | 10 s 35  |       |       |
| 7    | 1     | Paul Williams            | Grenade             | 0 s 168           | 10 s 65  |       |       |
| 8    | 2     | Devilert Arsene Kimbembe | République du Congo | 0 s 157           | 10 s 94  |       |       |
|      |       |                          |                     | Vent: 0,0 m/s     |          |       |       |

#### Série 6
| Rang | Ligne | Athlète        | Nationalité                | Temps de réaction | Résultat | Notes | Qual. |
| ---- | ----- | -------------- | -------------------------- | ----------------- | -------- | ----- | ----- |
| 1    | 4     | Yohan Blake    | Jamaïque                   | 0 s 175           | 10 s 00  |       | Q     |
| 2    | 6     | Ryota Yamagata | Japon                      | 0 s 149           | 10 s 07  | PB    | Q     |
| 3    | 2     | Bingtian Su    | Chine                      | 0 s 162           | 10 s 19  | SB    | Q     |
| 4    | 5     | Antoine Adams  | Saint-Christophe-et-Niévès | 0 s 154           | 10 s 22  |       | q     |
| 5    | 8     | Peter Emelieze | Nigeria                    | 0 s 153           | 10 s 22  | SB    |       |
| 6    | 7     | Jeremy Bascom  | Guyana                     | 0 s 135           | 10 s 31  |       |       |
| 7    | 3     | Marek Niit     | Estonie                    | 0 s 158           | 10 s 40  |       |       |
| 8    | 1     | Azneem Ahmed   | Maldives                   | 0 s 157           | 10 s 84  |       |       |
|      |       |                |                            | Vent: +1,3 m/s    |          |       |       |

#### Série 7
| Rang | Ligne | Athlète           | Nationalité                | Temps de réaction | Résultat | Notes | Qual. |
| ---- | ----- | ----------------- | -------------------------- | ----------------- | -------- | ----- | ----- |
| 1    | 8     | Dwain Chambers    | Grande-Bretagne            | 0 s 157           | 10 s 02  | SB    | Q     |
| 2    | 5     | Jimmy Vicaut      | France                     | 0 s 196           | 10 s 11  | SB    | Q     |
| 3    | 4     | Keston Bledman    | Trinité-et-Tobago          | 0 s 195           | 10 s 13  |       | Q     |
| 4    | 6     | Warren Fraser     | Bahamas                    | 0 s 171           | 10 s 27  |       |       |
| 5    | 7     | Miguel López (en) | Porto Rico                 | 0 s 145           | 10 s 31  |       |       |
| 6    | 1     | Gérard Kobéané    | Burkina Faso               | 0 s 186           | 10 s 48  |       |       |
| 7    | 2     | Fabrice Coiffic   | Maurice                    | 0 s 165           | 10 s 59  |       |       |
| NC   | 3     | Kim Collins       | Saint-Christophe-et-Niévès | NC                | NC       | DNS   |       |
|      |       |                   |                            | Vent: +2,0 m/s    |          |       |       |

### Tour préliminaire (4 août)

#### Série 1
| Rang | Athlète                   | Nationalité          | Temps de réaction | Résultat | Notes |
| ---- | ------------------------- | -------------------- | ----------------- | -------- | ----- |
| 1    | Artur Bruno Rojas         | Bolivie              | 0 s 162           | 10 s 62  | Q     |
| 2    | Devilert Arsene Kimbembe  | République du Congo  | 0 s 143           | 10 s 68  | Q, SB |
| 3    | Holder da Silva           | Guinée-Bissau        | 0 s 168           | 10 s 69  | q, SB |
| 4    | Joseph Andy Lui           | Tonga                | 0 s 184           | 11 s 17  |       |
| 5    | Mohan Khan                | Bangladesh           | 0 s 149           | 11 s 25  | PB    |
| 6    | Kilakone Siphonexay       | Laos                 | 0 s 174           | 11 s 30  |       |
| 7    | Christopher Lima da Costa | Sao Tomé-et-Principe | 0 s 195           | 11 s 56  | PB    |
|      |                           |                      | Vent: +0,9 m/s    |          |       |

#### Série 2
| Rang | Athlète             | Nationalité | Temps de réaction | Résultat | Notes |
| ---- | ------------------- | ----------- | ----------------- | -------- | ----- |
| 1    | Jurgen Themen       | Suriname    | 0 s 158           | 10 s 55  | Q     |
| 2    | Fernando Lumain     | Indonésie   | 0 s 155           | 10 s 80  | Q, SB |
| 3    | Wilfried Bingangoye | Gabon       | 0 s 239           | 10 s 89  |       |
| 4    | Liaquat Ali         | Pakistan    | 0 s 169           | 10 s 90  |       |
| 5    | Rodman Teltull      | Palaos      | 0 s 171           | 11 s 06  | PB    |
| 6    | Tavevele Noa        | Tuvalu      | 0 s 180           | 11 s 55  |       |
| 7    | Timi Garstang       | Marshall    | 0 s 162           | 12 s 81  |       |
|      |                     |             | Vent: +0,9 m/s    |          |       |

#### Série 3
| Rang | Athlète               | Nationalité               | Temps de réaction | Résultat | Notes |
| ---- | --------------------- | ------------------------- | ----------------- | -------- | ----- |
| 1    | Béranger Aymard Bosse | République centrafricaine | 0 s 162           | 10 s 55  | Q     |
| 2    | Yeo Foo Ee Gary       | Singapour                 | 0 s 159           | 10 s 57  | Q, PB |
| 3    | Azneem Ahmed          | Maldives                  | 0 s 153           | 10 s 79  | q, NR |
| 4    | J'maal Alexander      | Îles Vierges britanniques | 0 s 163           | 10 s 92  |       |
| 5    | John Howard           | Micronésie                | 0 s 203           | 11 s 05  |       |
| 6    | Chris Walasi          | Îles Salomon              | 0 s 164           | 11 s 42  |       |
| 7    | Elama Fa’atonu        | Samoa américaines         | 0 s 170           | 11 s 48  | PB    |
|      |                       |                           | Vent: +1,7 m/s    |          |       |

#### Série 4
| Rang | Athlète                | Nationalité                     | Temps de réaction | Résultat | Notes |
| ---- | ---------------------- | ------------------------------- | ----------------- | -------- | ----- |
| 1    | Gérard Kobéané         | Burkina Faso                    | 0 s 194           | 10 s 42  | Q, SB |
| 2    | Fabrice Coiffic        | Maurice                         | 0 s 149           | 10 s 62  | Q     |
| 3    | Courtney Carl Williams | Saint-Vincent-et-les-Grenadines | 0 s 164           | 10 s 80  | PB    |
| 4    | Rachid Chouhal         | Malte                           | 0 s 160           | 10 s 83  | SB    |
| 5    | Tilak Ram Tharu        | Népal                           | 0 s 156           | 10 s 85  | PB    |
| 6    | Masoud Azizi           | Afghanistan                     | 0 s 167           | 11 s 19  |       |
| 7    | Nooa Takooa            | Kiribati                        | 0 s 155           | 11 s 53  | PB    |
| 8    | Patrick Tuara          | Îles Cook                       | 0 s 165           | 11 s 72  |       |
|      |                        |                                 | Vent: +0,5 m/s    |          |       |

## Légende
Records et Performances
- AR : Record continental (area record)
- CR : Record des championnats (championship record)
- MR : Record du meeting (meet record)
- NR : Record national (national record)
- OR : Record olympique (olympic record)
- PR : Record paralympique (paralympic record)
- PB : Record personnel (personal best)
- SB : Meilleure performance personnelle de la saison (season's best)
- WL : Meilleure performance mondiale de l'année (world leader)
- WJR : Record du monde junior (world junior record)
- WR : Record du monde (world record)

Circonstances et Conditions
- DNF : N'a pas terminé (did not finish)
- DNS : N'a pas pris le départ (did not start)
- DQ : Disqualification (disqualification)
- NM : Aucun essai valable enregistré (No Mark)
- Q : Qualifié « directement » au prochain tour (ou à la prochaine compétition), lors d'une compétition majeure, grâce au classement ou à la réalisation des minima (automatic qualifier)
- q : Qualifié au prochain tour (ou à la prochaine compétition), lors d'une compétition majeure, grâce au repêchage ou à la réalisation de l'une des meilleures performances parmi celles des « non qualifiés directement » (grâce au meilleur temps ou à la meilleure distance par exemple) (secondary qualifier)